# Kockasta kost
Kockasta kost (lat. os cuboideum) je kost nožja u stopalu čovjeka, a nalazi se smještena između petne kosti (lat. calcaneus) i kosti donožja (lat. ossa metatarsalia).
Kockasta kost je svojim distalnim dijelom uzglobljena s četvrtom i petom metatarzalnom kosti (MT), a proskimalnim s petnom kosti. Medijalna površina kockaste kosti uzglobljena je s lateralnom klinastom kosti (lat. os cuneiforme laterale)  i čunastom kosti stopala (lat. os naviculare), dok lateralna površina nije uzglobljena.